# Vukovics Géza
Vukovics Géza (Szabadka, 1928. november 12. – Újvidék, 2007. március 1.) publicista, esszéíró, műfordító, lapszerkesztő. Barátai és munkatársai körében rendszerint csak Cagi néven volt ismert.

## Élete
Az általános iskolát és a gimnáziumot szülővárosában, Szabadkán végezte, majd az újvidéki Tanárképző Főiskola magyar–orosz szakán végzett 1957-ben. Már 1948-tól a Magyar Szó munkatársa volt, otthagyva a belgrádi egyetem matematika szakát, amelyre az ösztöndíjat kapta. Első beosztása a vidéki tudósítások, jelentések feldolgozása volt, majd rövid ideig a külpolitikai rovatnak dolgozott, később a belpolitikára vezényelték át, ahol fordító, lektor és riporter volt. Később a művelődési rovat szerkesztője lett, 1961-ben útjára indította a Kilátót, a Magyar Szó irodalmi és művészeti mellékletét. 1967. március 15-én nevezték ki, és 1973-ig az egyetlen magyar nyelvű vajdasági napilap első demokratikusan megválasztott főszerkesztője volt. Újságíró kollégái választották meg, ellenszavazat nélkül, amely esemény egyedülálló volt a háború utáni jugoszláviai sajtóban, ilyesmit korábban el sem lehetett képzelni, hiszen a kinevezés a párt, illetve a párt ellenőrzése alatt működő testületek kizárólagos hatáskörébe tartozott, az érdekeltek legcsekélyebb beleszólása nélkül.
Ő indította és 1978–1980 között szerkesztette a Magyar Szó Szívárvány című magazinjellegű mellékletét. Két ciklusban tagja volt a Híd szerkesztőbizottságának. Ezek mellett más sajtótermékeknek is írogatott: a 7 Napnak, a Hídnak, a Dnevniknek, a Dolgozóknak, az ifjúsági lapoknak. Főszerkesztősége idején az „anyaújság” keretében, annak mellékleteként egyebek között öt vidéki hetilap gazdagította a helyi jellegű tájékoztatást: a Tiszavidék, a Szabadkai Napló, a Topolya és környéke, a Dunatáj és a Bánáti Híradó. Sajnos, ezek később megszűntek.

## Elismerések
Két legjelentősebb szakmai elismerése az 1981-es Bazsalikom Műfordító Díj és a Magyar Újságírók Országos Szövetségének Aranytoll-díja, melyet 2005-ben vett át Budapesten. 2001-ben neki ítélték oda a Szenteleky Kornél Irodalmi Díjat. 1987-ben kapta Újvidék város októberi díját és munkásságáért 1989-ben az újságírói Életműdíjat.

## Munkássága
Önálló kötete, válogatott tárcáinak gyűjteménye Varázsszem címmel jelent meg 1988-ban, majd pedig a Villanások című publicisztikagyűjteménye látott napvilágot 2003-ban. Kalapis Zoltánnal az Újságírók kézikönyvét írta meg 1989-ben.
1989-től nyugállományba vonult azzal, hogy továbbra is írt az újvidéki Magyar Szónak, tárcarovatát sohasem szakította meg a lapnál. A gyerekek kedvence volt a Napsugár című mellékletben, amelynek ő volt a megálmodója. A legkisebbek írásaihoz írt értékelést és biztató szavakat. Törődött az utánpótlással, az újságíró iskolák több szemeszterén át tartott előadásokat az újságírói műfajokról.
Az egyik legfelkészültebb, komolyzenei tudással rendelkező szakírója volt az újvidéki magyar szerkesztőségnek. Komponált is, gyakran leült, hogy papírra vessen egy-egy dallamsort, ami a fején éppen átfutott. Előbb „hazafias” indulókat, majd gyermekdalokat, melyek az újságokban is megjelentek, s az utóbbiakból két füzetnyi válogatás is nyomdafestéket látott. Utána zongorakíséretes dalokat, kamaraműveket, sőt hegedűversenyt is szerzett. Ezeket az Újvidéki Rádióban is előadták, majd alkalmilag itt is, ott is. A műveit gyakran meg sem őrizte, hanem otthagyta a papírdarabkákat az asztalon.
Másik hobbija a matematika volt. Belgrádban, a Természettudományi Egyetem matematika karán lehallgatott néhány szemesztert, mielőtt a Magyar Szóhoz került.
Írói és szerkesztői tevékenységére, saját bevallása szerint, nagy hatással voltak Kosztolányi Dezső és Csáth Géza.
Szülőföldjéhez és a népéhez való viszonyulásában maradandó nyomot hagyott benne a tény, hogy édesapját kivégezték 1944-ben.
2007. március 1-én váratlanul hunyt el, temetésére 2007. március 5-én került sor az újvidéki Városi temetőben.

## Idézetek tőle
- „A jó újságíró háromszor annyit tud, mint amennyit megír, a rossz pedig háromszor annyit ír, mint amennyit tud.”
- „Az újságíró nevének addig van hitele, amíg nem csinál belőle inflációt.”
- „Nagy baj, ha nehezebb elolvasni, mint megírni a cikket.”
- „A sportot azért olvassák többen, mint a belpolitikát, kultúrát, mert a sportban nyilvánvaló, hogy ki van az élen, s hogy ki kit rúgott meg.”
- „Az apróhirdetések gyakran többet mondanak a gazdasági helyzetről, mint a vezércikk.”